# Cyanoramphus cookii
El perico de Norfolk (Cyanoramphus cookii ) es una especie de ave psitaciforme de la familia Psittaculidae endémica de la isla Norfolk, ubicada entre Australia, Nueva Zelanda y Nueva Caledonia en el mar de Tasmania.

## Taxonomía
Anteriormente se consideraba una subespecie del perico maorí cabecirrojo (Cyanoramphus novaezelandiae) de Nueva Zelanda, pero los estudios genéticos demostraron que es una especie separada. Christidis y Boles lo denominan perico tasmano bajo la creencia que formaba una sola especie con el extinto perico de Lord Howe (Cyanoramphus subflavescens). Sin embargo esta última especie no pudo incluirse en la amplio estudio genético que se realizó para reorganizar el género, y por lo tanto su unión es solo una hipótesis.

## Descripción
El perico de Norfolk mide alrededor de 30 cm de largo. Su plumaje es principalmente verde, con la frente y el píleo rojos, al igual que una pequeña mancha roja tras el ojo. Además los bordes de sus alas son azulados. Su pico es grisáceo con la punta negra, y el iris de sus ojos es rojo. Ambos sexos tienen un aspecto similar aunque los machos son un poco más grandes que las hembras. 

## Distribución y hábitat
Encontrado originalmente en toda la isla Norfolk (de la que es endémica), desapareció de gran parte de su área de distribución hasta que en 1908 quedó restringida al bosque alrededor del monte Pitt en la esquina noroeste de la isla. Su hábitat natural es la selva tropical nativa, desde la cual se aventura a las plantaciones y huertos circundantes.

## Alimentación
Las semillas constituyen más de la mitad de la dieta del perico de Norfolk, especialmente en invierno. Cinco especies constituyen el 85 % de su dieta, incluido el pino de la isla Norfolk (Araucaria heterophylla), la palmera niau (Rhopalostylis baueri ), el ake ake (Dodonaea viscosa), así como el olivo africano introducido (Olea europaea) y los guayabos fresa (Psidium cattleianum).

## Amenazas
El perico de Norfolk está catalogado, de acuerdo con la Lista Roja de la UICN, como especie en peligro crítico de extinción. Se cree que su población en libertad desde 2009 ronda entre los 240 ejemplares, siendo las principales amenazas para la especie la tala de árboles inmoderada, los incendios forestales y la captura de periquitos para su comercio ilegal como mascotas. Otra amenaza es el veneno en los cultivos, ya que los agricultores los consideran plagas que arruinan sus cosechas, además de la depredación de los huevos y los polluelos por parte de gatos y ratas que introdujeron los colonos europeos a la isla.
Solo se encuentra en el Parque nacional Isla Norfolk y sus alrededores.